# Liste niederländischer Botschafter in Belgien
Dies ist die Liste von niederländischen Gesandten und Botschaftern in Belgien.

## Missionschefs
1839: Aufnahme diplomatischer Beziehungen
- 1840–1843: Anton Reinhard Falck

…
- 1944–1956: Binnert Philip van Harinxma thoe Slooten
- 1956–1964: Pedro Désiré Edouard Teixeira de Mattos
- 1965–1969: Jan Arend Godert de Vos van Steenwijk
- 1969–1975: Carel Jan van Schelle
- 1976–1977: Hugo Scheltema
- 1978–1981: Jan Herman Odo Insinger
- 1981–1986: Chris A. van der Klaauw
- 1986–1989: H. Th. Schaapveld
- 1989–1993: Hubert Maríe van Nispen tot Sevenaer
- 1993–1995: J. T. Warmenhoven
- 1996–2000: Eduard Roëll
- 2000–2004:
- 2004–2008: Rudolf S. Bekink
- 2008–2010: Hannie Pollmann-Zaal
- 2010–2010: Renilde Weiffenbach-Steeghs
- 2010–2015: Henne Schuwer
- 2015–heute: Maryem van den Heuvel

Stand: Juni 2016